# 2-Amino-5-chlor-4-methylbenzolsulfonsäure
2-Amino-5-chlor-4-methylbenzolsulfonsäure (Trivialname CLT-Säure) ist eine chemische Verbindung aus der Gruppe der Toluolsulfonsäuren. Sie wird als Diazokomponente bei der Synthese von Azofarbstoffen verwendet.

## Verwendung
Durch Diazotierung der 2-Amino-5-chlor-4-methylbenzolsulfonsäure mit Natriumnitrit und Salzsäure und anschließender Kupplung mit 2-Naphthol erhält man das Natriumsalz von Pigment Red 53 (Lackrot C). Durch Verlackung mit Bariumsalzen erhält man Pigment Red 53:1, das in großen Mengen hauptsächlich in Druckfarben eingesetzt wird. Ebenfalls bekannt, aber von geringerer wirtschaftlicher Bedeutung sind die Strontium- und Calciumsalze (Pigment Red 53:3 und Pigment Red 53:2).